# Победа (Якутия)
Победа якут. Победа — упразднённое село в Оймяконском улусе Республики Саха (Якутия) России. Входило в состав городского поселения посёлка Артыка.

## География
Расположен в восточной части Якутии, по берегу Курунг-Асылык.
Климат
Климат характеризуется как резко континентальный, с продолжительной и чрезвычайно холодной зимой. Средняя температура воздуха самого тёплого месяца (июля) составляет 8 — 19 °C; самого холодного (января) — −41 — −51 °C. Среднегодовое количество атмосферных осадков составляет 150—200 мм.

## История
Согласно Закону Республики Саха (Якутия) от 30 ноября 2004 года N 173-З N 353-III село вошло в образованное муниципальное образование Городское поселение посёлок Артык.
Постановлением Правительства Республики Саха (Якутия) от 3 августа 2007 года № 336 село Победа исключено из учётных данных административного деления.	

## Население
| 1989 | 2002 | 2023 |
| ---- | ---- | ---- |
| 1800 | ↘65  | ↘0   |